# Pedro Porcel (actor)
Pedro Porcel Bares (Jaraíz de la Vera, provincia de Cáceres, 27 de febrero de 1910-Vitoria, 14 de septiembre de 1969) fue un actor español.

## Biografía
Nacido en el seno de una familia de actores no tardó en seguir los pasos profesionales de sus padres y comienza a actuar sobre los escenarios, a los que dedica buena parte de su vida.
En su carrera formó parte de las Compañías de algunas de las más grandes intérpretes de la escena española como Lilí Murati, Conchita Montes o María Fernanda Ladrón de Guevara. Entre las obras que interpretó, destaca el papel en El baile (1952), de Edgar Neville, pudiendo también mencionarse El amor del gato y del perro (1945), de Jardiel Poncela, Cuando el trigo es verde (1949), El complejo de Filemón (1950), de Jean Bernard-Luc, Veinte añitos (1954), de nuevo de Neville, A media luz los tres (1953), La otra orilla (1954) y Milagro en casa de los López (1964), las tres de Miguel Mihura, De París viene mamá (1960), de Víctor Ruiz Iriarte, La sirena varada (1965), de Alejandro Casona o El baño de las ninfas (1966), de Joaquín Calvo Sotelo.
Su carrera cinematográfica se remonta a 1952 y tuvo ocasión de trabajar a las órdenes, entre otros, del propio Edgar Neville, José Luis Sáenz de Heredia, Marco Ferreri, José María Forqué o Ladislao Vajda. Su filmografía incluye más de treinta películas a lo largo de dos décadas, durante esos años intervino en algunos de los títulos más notables del cine español como Amaya (1952) de Luis Marquina, Historias de la radio (1955) de José Luis Sáenz de Heredia, Tarde de toros (1956) de Ladislao Vajda, La ironía del dinero (1957) de Edgar Neville, Las chicas de la Cruz Roja (1958) de Rafael J. Salvia, El día de los enamorados (1959) de Fernando Palacios, Don Lucio y el hermano Pío (1960) de José Antonio Nieves Conde, Mi calle (1960) de Edgar Naville, El cochecito de Marco Ferreri, Usted puede ser un asesino (1961) de José María Forqué, El sol en el espejo de Antonio Fernández-Román (1963), Más bonita que ninguna (1965) de Luis César Amadori ,¿Qué hacemos con los hijos? (1967) de Pedro Lazaga, El padre Manolo (1967 de Ramón Torrado, Sor Citroën (1967) de Pedro Lazaga, Un millón en la basura (1967) de José María Forqué y El turismo es un gran invento (1968) de Pedro Lazaga.
Presente en la televisión participando en espacios como Estudio 1 o La família Colón.
Falleció en Vitoria, 14 de septiembre de 1969 a los 59 años. Su hija, Marisa Porcel, también se dedicó a la interpretación.